# Фернандес Торо, Роберто
Робе́рто Ка́рлос Ферна́ндес То́ро (исп. Roberto Carlos Fernández Toro; род. 12 июля 1999, Санта-Крус-де-ла-Сьерра) — боливийский футболист, защитник клуба «Акрон» и сборной Боливии».

## Клубная карьера
Фернандес — воспитанник клуба «Блуминг». 26 марта 2018 года в матче против «Стронгест» он дебютировал в чемпионате Боливии. 11 марта 2019 года в поединке против «Стронгест» Роберто забил свой первый гол за «Блуминг». В том же году Фернандес перешёл в испанский «Культураль Леонеса». 15 сентября в матче против «Логроньеса» он дебютировал в Сегунде B.
В начале 2020 года Фернандес вернулся на родину, став игроком «Боливара». 13 февраля в матче против «Ауроры» он дебютировал за новую команду. 17 февраля в поединке против «Блуминга» Роберто забил свой первый гол за «Боливар».
В июле 2023 года Фернандес перешёл в аренду в российскую «Балтику» сроком на один год, с приоритетным правом выкупа. 23 июля в матче против «Сочи» он дебютировал в РПЛ. 4 июня 2024 года покинул «Балтику» из-за окончания аренды.
1 сентября 2024 года был арендован «Акроном» до конца сезона 2024/25. 17 июня 2025 года «Акрон» сообшил о выкупе прав на Роберто и подписал с ним контракт на три года

## Карьера в сборной
В 2019 года Фернандес в составе молодёжной сборной Боливии принял участие в молодёжном чемпионате Южной Америки в Чили. На турнире он сыграл в матчах против команд Чили, Колумбии, Венесуэлы и Бразилии.
26 марта 2019 года в товарищеском матче против сборной Японии Фернандес дебютировал за сборную Боливии.
В 2019 году Фернандес попал в заявку на участие в Кубке Америки в Бразилии. На турнире он сыграл в матчах против сборных Венесуэлы и Перу.
В 2021 году Фернандес во второй раз принял участие в Кубке Америки в Бразилии. На турнире он принял участие в матчах против сборных Парагвая, Чили, Аргентины и Уругвая.
14 октября 2021 года в отборочном матче чемпионата мира 2022 против сборной Парагвая Фернандес забил свой первый гол за национальную команду.

### Голы за сборную Боливии
| #   | Дата            | Место                          | Противник | Счёт | Результат | Соревнование                     |
| --- | --------------- | ------------------------------ | --------- | ---- | --------- | -------------------------------- |
| 01. | 14 октября 2021 | Эрнандо Силес, Ла-Пас, Боливия | Парагвай  | 4:0  | 4:0       | Чемпионат мира 2022 квалификация |

## Достижения
«Боливар»
- Победитель боливийской Примеры — Апертура 2022